# Hochalpen
Als Hochalpen bezeichnet man die Teile der Alpen, die für die dauerhafte Besiedlung oder saisonale Wanderweidewirtschaft ungeeignet sind. Dazu gehören alle Regionen oberhalb von 3.000 m Seehöhe (nivale Höhenstufe); außerdem die meisten Regionen zwischen 2.500 m und 3.000 m, die sogenannte alpine Stufe nach Johann Jacob Wagner.

Höhenstufengliederung der Alpen

Die Dauerbesiedlung in den Alpen reicht im Allgemeinen bis auf 2000 m (Die Siedlung Juf in der Schweiz ist mit 2.126 m das höchstgelegene dauerhaft bewohnte Dorf der Alpen). Almen liegen typischerweise unter 2.400 m, können aber ausnahmsweise auch bis zu 2.800 m hoch liegen.
In den Hochalpen herrscht eher Tundra- oder Eiskappenklima als das alpine Klima, das für die Alpenregion auf 1.800–2.500 m, oberhalb der Baumgrenze, aber dennoch für die Wanderweidewirtschaft geeignet ist.
Alle wichtigen Gebirgspässe in der Schweiz liegen unter 2.500 m (der Nufenenpass ist bis zu 2.478 m hoch), es gibt jedoch einige kleinere Fußpässe über 3.000 m: Schöllijoch auf 3.343 m, Theodulpass auf 3.301 m, Zwischbergenpass auf 3.268 m und andere. Von historischem Interesse ist das Schnidejoch auf 2.756 m, das offenbar schon in prähistorischer Zeit als Pass diente. In anderen Alpenländern gibt es höhere Straßenpässe, beispielsweise den Col de l’Iseran (die höchste asphaltierte Straße Europas) in Frankreich und den Stilfserjoch-Pass in Italien.